# Santa Barbara Beach
Santa Barbara Beach is een strand in Bandariba, het zuidoostelijke deel van Curaçao. Het strand ligt aan een smalle baai, die het Spaanse Water met de Caraïbische Zee verbindt. De benaming verwijst naar de voormalig plantage, Santa Barbara.
Het land is eigendom van een mijnbouwbedrijf, in de buurt bevindt zich een oude fosfaatmijn. Tegen betaling is het strand voor het publiek toegankelijk. Een opvallende verhoging in het landschap is de Tafelberg.
Het bevat een luxueus resort met een jachthaven en een golfbaan. Ook zijn er verschillende villa's in de buurt. Dichtbij ligt het Curaçao Underwater Beach Park.
Baya Beach · Blauwbaai · Daaibooi · Grote Knip · Jan Thielbaai* · Kleine Knip · Kokomo Beach · Playa Cas Abao* · Playa Fòrti · Playa Gipy · Playa Jeremi · Playa Kalki · Playa Kanoa · Playa Lagun · Playa Porto Marie · Playa Santa Cruz · Santa Barbara Beach* · Seaquarium Beach*

* privéstranden